# Pierre Chambiges
Pierre Chambiges (muerto en París el 19 de junio de 1544) fue un arquitecto del Renacimiento francés. Ostentaba el título de maître des œuvres de maçonnerie et pavement de la Ville de Paris ("maestro de obras" de albañilería y pavimento de la Villa de París") y trabajó como arquitecto áulico de Francisco I de Francia y de su hijo Enrique II de Francia.
Era hijo del maestro Martin Chambiges (ca. 1465–1532), que trabajó durante varias décadas den el pórtico occidental de la catedral de Troyes (desde 1507).
Pierre trabajó, como arquitecto o inspector, en numerosas obras y proyectos regios:
- Catedral de Notre-Dame de Senlis. En 1520 comenzó la edificación de la fachada sur del transepto. Su pórtico fue iniciado por Martin Chambiges y continuado por su hijo Pierre. Se concluyó en 1538 (el pórtico este en 1560). Las capillas orientales datan de la misma época.[3]
- Palais du Louvre
- Hôtel de Ville de Paris, donde supervisó la construcción del diseño de Domenico da Cortona (de 1533 en adelante; hoy demolido).
- Château de Saint-Germain-en-Laye y Pavillon de la Muette en el jardín del mismo (no debe confundirse con el Château de La Muette). En 1539 Francisco I le encargó la reconstrucción del château medieval en estilo Renacimiento.[4]
- Château de Fontainebleau.
- Château de Challeau, en las cercanías de Fontainebleau (posteriormente modificado y demolido).

Para el condestable Anne de Montmorency diseñó y construyó el Château de Chantilly.

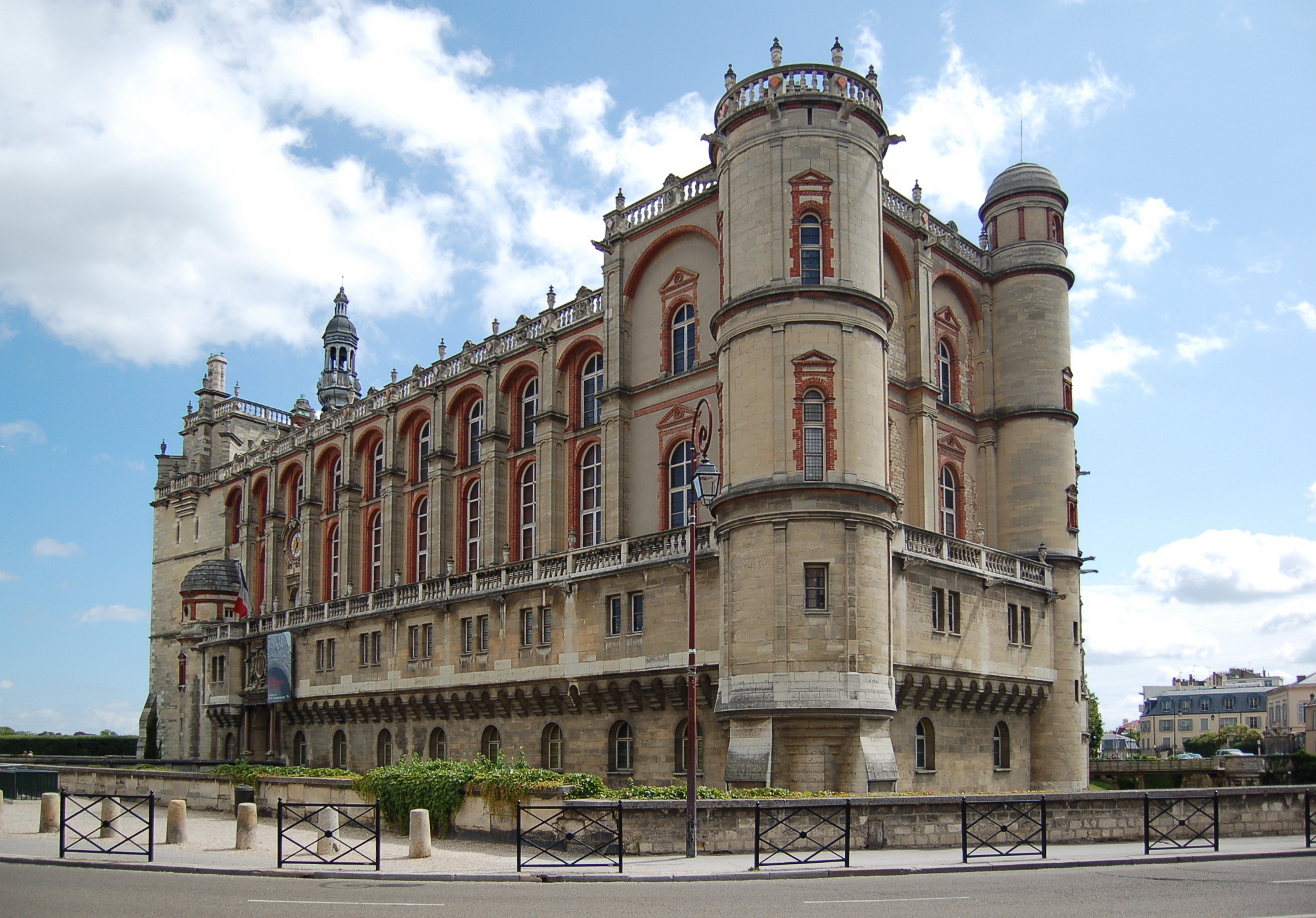
Château de Saint-Germain-en-Laye.
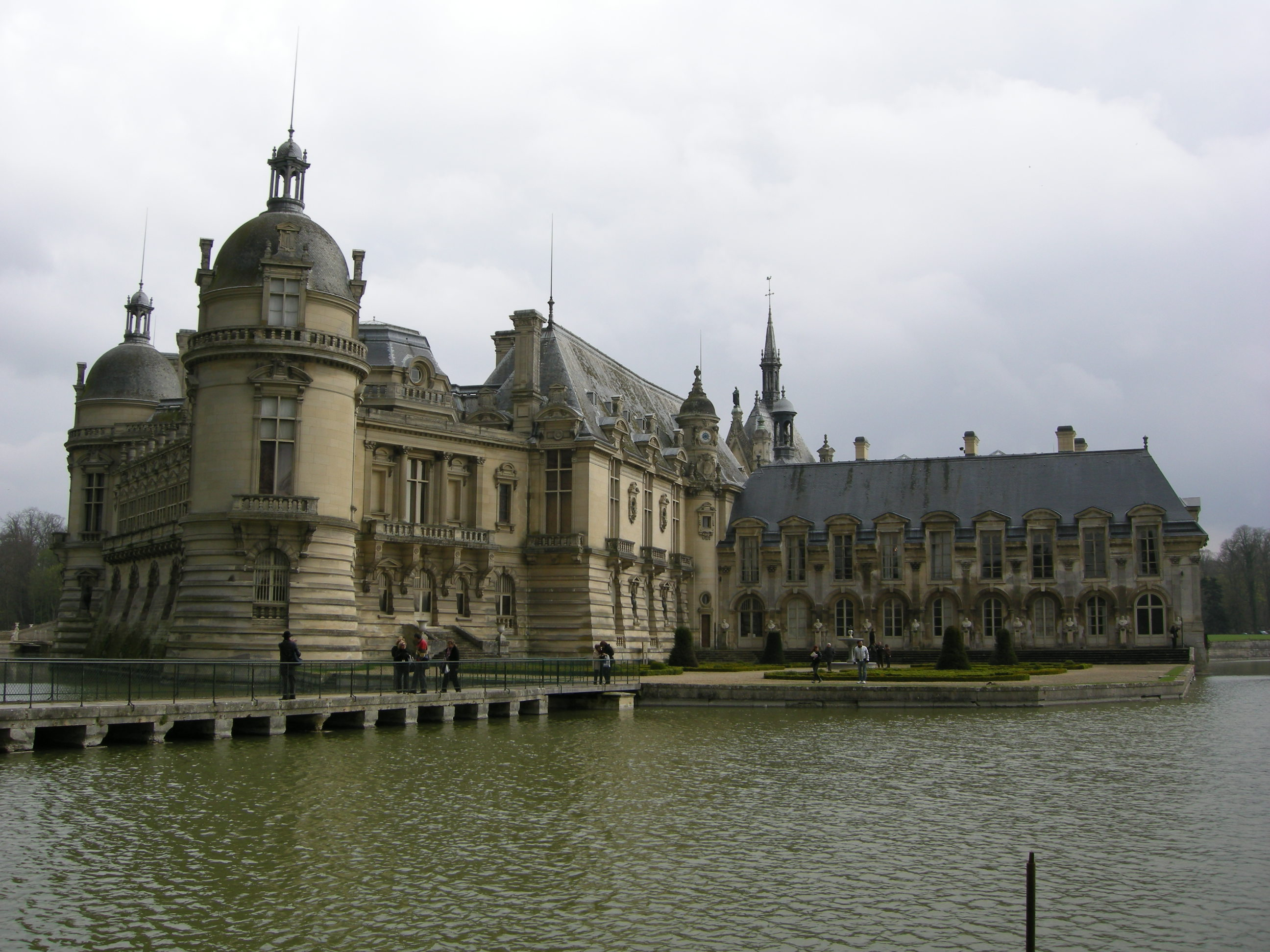
Château de Chantilly